# Стара Пустош
Стара Пустош (рос. Старая Пустошь) — присілок у Всеволожському районі Ленінградської області Російської Федерації.
Населення становить 79 осіб. Належить до муніципального утворення Колтушське сільське поселення.

## Історія
Від 1 серпня 1927 року належить до Ленінградської області.

## Населення
| 2007 | 2010 | 2017 |
| ---- | ---- | ---- |
| 23   | ↘17  | ↗79  |